# Безлесный (Ульяновская область)
Безлесный — посёлок в Майнском районе Ульяновской области. Входит в Выровское сельское поселение.

## История
В конце XVIII века при селе Выры значилось около 20 крупных и мелких помещиков (в основном отставных офицеров), у которых здесь была земля, что естественно затрудняло её обработку, поэтому кто-то из наследников этих помещиков в XIX веке вынужден был перевести крестьян поближе к своему отдаленному участку и основать там отдельное селение, названное Выровским.
В 1986 году указом ПВС РСФСР посёлок Выровский переименован в Безлесный.

## Население
| 2010 |
| ---- |
| 247  |